# اندیس لفت آباد ۲
لفت آباد ۲ یک اندیس فلزی است که در حوالی شهر سر چاه استان خراسان قرار دارد و مادهٔ معدنی موجود در آن، مس است. سنگ میزبان این اندیس آهک است و دیرینگی آن به دوران ژوراسیک می‌رسد. در این اندیس، پاراژنز‌های آزوریت یافت می‌شوند.